# Ebbe Gørtz
Ebbe Gørtz (født 3. juli 1886 i Helsingør, død 30. april 1976) var en dansk generalløjtnant og hærchef. Gørtz var chef for Generalkommandoen under hovedparten af den tyske besættelse og i tiden derefter. Ved oprettelsen af forsvarschefstillingen og forsvarsstaben i 1950 ændredes stillingsbetegnelsen til chef for hæren.

## Karriere
Ebbe Gørtz var søn af generalløjtnant Vilhelm Gørtz, som var den danske hærs overgeneral under 1. verdenskrig, og hustru Amalie født Benthin. Han blev premierløjtnant i fodfolket 1907. Da han tidligt blev anset for en betydelig taktisk-operativ begavelse, blev han allerede fire år senere optaget på generalstabskursus. Efter afslutningen af dette i 1913 gjorde han tjeneste i generalstabens operationssektion til 1918, hvor han blev udnævnt til kaptajn. Herefter fulgte nogle år med vekslende geled- og stabstjeneste indtil Gørtz i 1922 indtrådte på det franske generalstabskursus på École Supérieur de Guerre i Paris. Fra 1924 til 1928 var Gørtz sektionschef i generalstabens operationsafdeling, hvorefter fulgte to år som lærer i taktik ved generalstabskursus. Samtidig hermed var han chef for Akademisk Skyttekorps. I 1930 blev Gørtz udnævnt til oberstløjtnant og var derefter i to år chef for en bataljon. I 1932 blev Gørtz chef for generalstabens operationsafdeling og herunder fulgte i 1933 udnævnelsen til oberst. Fra 1937 var han chef for generalstaben med grad af generalmajor. Efter en kort periode i 1941 som chef for Jyske Division blev Gørtz den udnævnt til generalløjtnant og samtidig til chef for Generalkommandoen. Denne stilling havde Gørtz indtil sin pensionering pr. 3. juli 1951. Fra 1. oktober 1950 var stillingsbetegnelsen dog chef for hæren.

## Under den tyske besættelse
Da det tyske angreb på Danmark begyndte den 9. april 1940 kl. 04.15, opholdt Gørtz sig i sit hjem nord for København. Da han nåede ind til Generalkommandoens kontorer, var de besat af tyske tropper, som førte Gørtz til Kastellet, hvor han blev tilbageholdt i nogle timer. Han kom således ikke til at deltage i den beslutningsproces, som førte til, at kongen og regeringen valgte at opgive modstanden mod den tyske besættelse. Gørtz blev stærkt kritiseret for ikke at være blevet på sit kontor om natten og måtte da også medgive, at han havde fejlvurderet situationen, da han efter befrielsen blev afhørt af Den parlamentariske Kommission.
Efter overfaldet den 9. april 1940 blev der rettet beskyldninger mod Gørtz for at have forsømt den operative planlægning med henblik på et evt. tysk angreb. Dette fik ham til at søge sin afsked, som dog ikke blev bevilget. Regeringen tillod heller ikke, at Gørtz søgte at få beskyldningerne manet i jorden ved en retssag.
I tiden indtil den 29. august 1943 var Gørtz en klar modstander af sabotagen, og det blev ikke tilladt hærens personel at gå ind i modstandsbevægelsen. Samtidig accepterede han dog stiltiende, at generalstabens efterretningssektion allerede fra april 1940 sendte efterretningsmeddelelser via Stockholm til England.
Den 1. oktober 1941 blev Gørtz modstræbende udnævnt til chef for Generalkommandoen, dvs. til kommanderende general for hæren. Han afløste general W.W. Prior, som havde søgt sin afsked i protest mod regeringens eftergivende holdning til tyske krav om udlevering af dansk militært materiel samt krav om dansk deltagelse i bevogtning af objekter, som var vigtige for den tyske krigsførelse.
I den følgende tid måtte Gørtz acceptere yderligere materielafgivelser, reduktioner af hærens personel og indskrænkninger i dens aktiviteter og bevægelsesfrihed, herunder at hæren fra november 1942 helt blev forvist fra Jylland. Kort forinden havde Gørtz nødtvungent måttet deltage i en afskedsparade for Frikorps Danmark, som efter en orlovsperiode i Danmark skulle tilbage til fronten. Til trods for, at regeringen havde pålagt Gørtz at deltage i paraden, blev deltagelsen et væsentligt kritikpunkt mod ham.
Da hæren og flåden blev overfaldet og opløst af tyske tropper under Operation Safari 29. august 1943 blev Gørtz interneret. Under interneringen organiserede han Den lille Generalstab og hærens illegale virksomhed, og tog desuden initiativet til dannelsen af Den Danske Brigade. Interneringen varede indtil den 26. oktober 1943. Derefter levede Gørtz i sit hjem indtil han i slutningen af 1944 valgte at gå under jorden. I hele perioden indtil befrielsen fortsatte Gørtz i det skjulte med at fungere som hærens chef. Han afholdt jævnlige møder med de ledende politikere, især den designerede statsminister Vilhelm Buhl, og havde desuden møder med medlemmer af Frihedsrådet, uden at tyskerne opdagede det eller greb ind.
I oktober 1944 blev Gørtz af Frihedsrådet accepteret som øverstkommanderende for både den militære og den civile del af modstandsbevægelsen i tilfælde af kamp mod den tyske besættelsesmagt. Denne accept blev i december 1944 fulgt op af en meddelelse fra det øverste hovedkvarter for de allierede styrker i Europa (SHAEF) om at man også der anerkendte Gørtz som øverstbefalende i forbindelse med åben kamp i Danmark.
Et alvorligt stridspunkt imellem de militære værn og Frihedsrådet var fordelingen af 3000 Husqvarna maskinpistoler, som for statens regning var indkøbt i Sverige. For Gørtz var det en selvfølge, at disse våben var beregnet til hæren og søværnet idet modstandsbevægelsen fik sine våben ad anden vej, bl.a. ved britiske og amerikanske nedkastninger. Alligevel blev den såkaldte skæve våbenfordeling et væsentligt kritikpunkt mod Gørtz efter befrielsen.
Det som kendetegnede Gørtz under hele den tyske besættelse var en ubetinget loyalitet over for den lovlige regering og i den regeringsløse tid over for de politikere, som kunne forventes at overtage regeringsmagten ved det tyske sammenbrud. Hans samarbejde med Frihedsrådet var da også betinget af, at Frihedsrådet ikke ville træffe nogen afgørelser, som ikke var i overensstemmelse med de ledende politikere.

## Efter befrielsen
Gørtz fortsatte efter befrielsen i stillingen som chef for Generalkommandoen og var desuden direktør for Krigsministeriet 1945-46. Da man i 1950 besluttede at oprette en fællesværns militær ledelse i form af et forsvarschefembede med tilhørende forsvarsstab, var Gørtz af regeringen udset til at blive den første forsvarschef. Dette vakte imidlertid så voldsom kritik både i militære kredse og blandt tidligere modstandsfolk, at Gørtz afslog at modtage stillingen, som i stedet gik til admiral E.J.C. Qvistgaard. Gørtz fortsatte i sin hidtidige stilling, nu med titel af chef for hæren. Da han blev 65 år den 3. juli 1951, tog han sin afsked.

## Personalia
Gørtz var Storkorsridder af Dannebrog og Dannebrogsmand.
Han blev gift 24. marts 1916 med Karen Maria Margrethe G. f. 24. marts 1891 i Assens, datter af stationsforstander I.C. Yding og hustru Cæcilie f. Andersen.

## Enkelthenvisninger
1. ↑  Den parlamentariske kommissions Betænkning, bd. 1,2, Stenografiske Referater side 498
2. ↑  A.R. Jørgensen, Ebbe Gørtz, side 48
3. ↑  A.R. Jørgensen: Ebbe Gørtz, side 52
4. ↑  Vilhelm la Cour (ed.): Danmark under Besættelsen, bind I, side 384
5. ↑  A.R. Jørgensen: Ebbe Gørtz, side 76
6. ↑  A.R. Jørgensen: Ebbe Gørtz, side 72
7. ↑  A.R. Jørgensen: Ebbe Gørtz, side 98